# Regeringen Élisabeth Borne
Regeringen Élisabeth Borne var Frankrigs regering fra 2022 til 2024. Den blev dannet 16. maj 2022 med Élisabeth Borne som premierminister og var den 43. regering under Den Femte Republik og den fjerde med Emmanuel Macron som præsident, den første siden Macrons genvalg som præsident i 2022.
16. maj 2022 indgav premierminister Jean Castex formelt sin regerings afskedsbegæring til præsident Macron. Samme dag udnævnte Macron Élisabeth Borne, den hidtidige beskæftigelsesminister, til ny premierminister. Élisabeth Borne-regeringens samensætning blev offentliggjort fire dage senere den 20. maj.
Borne var Frankrigs første kvindelige premierminister i 30 år efter Édith Cresson i 1990'erne. Blandt de nye ministre i regeringen var udenrigsminister Catherine Colonna og forsvarminister Sebastien Lecornu. Colonna var tidligere ambassadør, og Lecornu kom fra posten som minister for oversøiske territorier. Det var kun anden gang Frankrig havde en kvindelig udenrigsminister.
Regeringen trådte 9. januar 2023 og blev afløst af regeringen Gabriel Attal.

## Ministrene
| Ressortområde | Minister | Minister                     | Tiltrådt posten   | Forlod posten     | Parti                     |
| --- | -------- | ---------------------------- | ----------------- | ----------------- | ------------------------- |
| Premierminister |          | Élisabeth Borne              | 16. maj 2022      | 9. januar 2024    | La République en marche ! |
| Finansminister |          | Bruno Le Maire               | 20. maj 2022      | 9. januar 2024    | La République en marche ! |
| Indenrigsminister |          | Gérald Darmanin              | 20. maj 2022      | 9. januar 2024    | La République en marche ! |
| Udenrigsminister |          | Catherine Colonna            | 20. maj 2022      | 9. januar 2024    | Divers droite             |
| Justitsminister |          | Éric Dupond-Moretti          | 20. maj 2022      | 9. januar 2024    | Divers gauche             |
| Minister for økologisk omstilling og territorial samhørighed                                                                   |          | Amélie de Montchalin         | 20. maj 2022      | 4. juli 2022      | La République en marche ! |
| Minister for økologisk omstilling og territorial samhørighed                                                                   |          | Christophe Béchu             | 4. juli 2022      | 9. januar 2024    | Horizons                  |
| Minister for national uddannelse og ungdom                                                                                     |          | Pap Ndiaye                   | 20. maj 2022      | 20. juli 2023     | Divers gauche             |
| Minister for national uddannelse og ungdom                                                                                     |          | Gabriel Attal                | 20. juli 2023     | 9. januar 2024    | Renaissance               |
| Forsvarsminister |          | Sébastien Lecornu            | 20. maj 2022      | 9. januar 2024    | La République en marche ! |
| Minister for sundhed og forebyggelse                                                                                           |          | Brigitte Bourguignon         | 20. maj 2022      | 4. juli 2022      | La République en marche ! |
| Minister for sundhed og forebyggelse                                                                                           |          | François Braun               | 4. juli 2022      | 20. juli 2023     | partiløs                  |
| Minister for sundhed og forebyggelse                                                                                           |          | Aurélien Rousseau            | 20. juli 2023     | 20. december 2023 | Divers gauche             |
| Minister for sundhed og forebyggelse                                                                                           |          | Agnès Firmin-Le Bodo         | 20. december 2023 | 9. januar 2024    | Horizons                  |
| Beskæftigelsesminister |          | Olivier Dussopt              | 20. maj 2022      | 9. januar 2024    | Territoires de progrès    |
| Minister for solidaritet, autonomi og handicappede (til 20. juli 2023) Minister for solidaritet og familie (fra 20. juli 2023) |          | Damien Abad                  | 20. maj 2022      | 4. juli 2022      | Divers droite             |
| Minister for solidaritet, autonomi og handicappede (til 20. juli 2023) Minister for solidaritet og familie (fra 20. juli 2023) |          | Jean-Christophe Combe        | 4. juli 2022      | 20. juli 2023     | Partiløs                  |
| Minister for solidaritet, autonomi og handicappede (til 20. juli 2023) Minister for solidaritet og familie (fra 20. juli 2023) |          | Aurore Bergé                 | 20. juli 2023     | 9. januar 2024    | Renaissance               |
| Minister for videregående uddannelse og forskning                                                                              |          | Sylvie Retailleau            | 20. maj 2022      | 9. januar 2024    | Divers droite             |
| Minister for landbrug og fødevarer                                                                                             |          | Marc Fesneau                 | 20. maj 2022      | 9. januar 2024    | Mouvement démocrate       |
| Minister for omstilling og offentlig tjeneste                                                                                  |          | Stanislas Guerini            | 20. maj 2022      | 9. januar 2024    | La République en marche ! |
| Minister for oversøiske territorier                                                                                            |          | Yaël Braun-Pivet             | 20. maj 2022      | 25. juni 2022     | La République en marche ! |
| Minister for oversøiske territorier                                                                                            |          | Élisabeth Borne (fungerende) | 25. juni 2022     | 4. juli 2022      | Renaissance               |
| Minister for oversøiske territorier                                                                                            |          | Jean-François Carenco        | 4. juli 2022      | 20. juli 2023     | Partiløs                  |
| Minister for oversøiske territorier                                                                                            |          | Philippe Vigier              | 20. juli 2023     | 9. januar 2024    | Mouvement démocrate       |
| Kulturminister |          | Rima Abdul Malak             | 20. maj 2022      | 9. januar 2024    | Divers gauche             |
| Minister for enerigiomlægning                                                                                                  |          | Agnès Pannier-Runacher       | 20. maj 2022      | 9. januar 2024    | La République en marche ! |
| Minister for sport og de olympiske og paralympiske lege                                                                        |          | Amélie Oudéa-Castéra         | 20. maj 2022      | 9. januar 2024    | Divers gauche             |